# Karl Jungenfelt
Karl Gustaf Jungenfelt, född 4 april 1931, död 26 mars 2016 i Näshults distrikt, var en svensk ekonom och professor i nationalekonomi vid Handelshögskolan i Stockholm.
Karl Jungenfelt innehade A O Wallenbergs professur i nationalekonomi och bankvetenskap vid Handelshögskolan i Stockholm 1972-1996.